# Baluarte de La Bandera
El baluarte de La Bandera es un baluarte del siglo XVI situada en la ciudad española de Ceuta. Está situado en el extremo suroeste de la Muralla Real del Conjunto Monumental de las Murallas Reales.

## Historia
Fue construido por los portugueses entre 1543 y 1549, junto con la Muralla Real y el Baluarte de la Coraza Alta y recibe su denominación porque sobre el mismo ondea, desde el alba al anochecer, la bandera de España.

## Descripción
Con dos flancos formando una punta de flecha y orejones en el extremo de estos, uno al oeste y el otro en el sur, en cuya cara interna existe un matacán.